# Inge af Rosenborg
Hendes Excellence Inge, Grevinde af Rosenborg (født som Inge Terney; 21. februar 1938 – 21. juli 1996) var en dansk grevinde. Hun var gift med Dronning Margrethe 2.'s fætter Grev Ingolf af Rosenborg fra 1968 til sin død i 1996.

## Biografi
Inge Terney blev født den 21. januar 1938 i København som datter af isenkræmmer Georg Terney og Jenny Kamilla Terney, født Hansen.
Hun giftede sig den 13. januar 1968 i Lyngby Kirke i Kongens Lyngby med Prins Ingolf af Danmark, ældste søn af Arveprins Knud og Arveprinsesse Caroline-Mathilde af Danmark. I forbindelse med ægteskabet mistede Prins Ingolf sin arveret til den danske trone og frasagde sig sin titel som Prins til Danmark med dertil hørende prædikat af Højhed. Han fik i stedet tildelt adelstitlen greve af Rosenborg med dertil hørende prædikat af Excellence samt plads i rangfølgens klasse 1. 
Grevinde Inge døde 58 år gammel den 21. juli 1996 på gården Egeland.